# 切原村
切原村（きりはらむら）は長野県南佐久郡にあった村。現在の佐久市南西部、小海線臼田駅の南西一帯にあたる。

## 地理
- 山：鍋槍山

## 歴史
- 1889年（明治22年）4月1日 - 町村制の施行により、湯原村・上小田切村・中小田切村・中小田切新田村の区域をもって発足。
- 1955年（昭和30年）8月1日 - 臼田町と合併し、改めて臼田町が発足。同日切原村廃止。

## 交通

### 道路
- 国道141号